# 中津川市立第一中学校
中津川市立第一中学校（なかつがわしりつ だいいちちゅうがっこう）は、岐阜県中津川市にある公立中学校。
西小学校（一部）、東小学校（一部）、南小学校（一部）の児童が進学する。

## 沿革
- 1947年（昭和22年）4月 - 恵那郡中津町に中津町立恵北中学校として開校。校区は中津町全域であり、南小学校の校舎の一部を仮校舎とする。当時の中津町の規模から考えて、町は中学校を2校設置を検討していたが諸般の事情で1校のみの設置となった。
- 1948年（昭和23年）
  - 4月 - 校舎不足のため、旧・青年学校校舎、民間企業の建物などでも授業を行う。
  - 9月 - 中津町立第二中学校[注釈 1]を分離。同時に中津町立第一中学校に改称する。
  - 12月 - 現在地に新築移転。
- 1949年（昭和24年） - 手賀野地区が第一中学校校区から第二中学校校区に変更される。
- 1951年（昭和26年）4月1日 - 中津町と苗木町が合併し、中津川町が発足。同時に中津川町立第一中学校に改称する。
- 1952年（昭和27年）4月1日 - 中津川町が市制施行し中津川市となる。同時に中津川市立第一中学校に改称する。
- 1970年（昭和45年） - 新校舎（鉄筋コンクリート造3階建）が完成。
- 1972年（昭和47年） - 新校舎落成式。
- 1997年（平成9年） - 特別教室棟が完成。
- 2012年（平成24年） - 現在の新校舎が完成。